# Wewelsfleth
Wewelsfleth er en by og en kommune i det nordlige Tyskland, beliggende i Amt Wilstermarsch i den sydvestlige del af Kreis Steinburg. Kreis Steinburg ligger i den sydvestlige del af delstaten Slesvig-Holsten.

## Geografi
Wewelsfleth ligger ved floden Stör, ved dens udløb i Elben. Udløbet er reguleret med Störsperrwerk. Bundesstraße B431 går gennem kommunen.
I kommunen ligger ud over Wewelsfleth, bebyggelserne Wewelsflether Uhrendorf, Kleinwisch, Humsterdorf, Beesen, Roßkopp, Großwisch, Hollerwettern og Dammducht. I kommunen lå også tidligere kunstnerkolonien Störort, der måtte vige da man opførte Störsperrwerk.

## Historie
Den førstnævnte omtale af stedet kan findes i et dokument fra 1238, hvor stednavnet optræder som Weuelesflethe.
Stednavne med endelsen -fleth er karakteristiske i Elbmarsken. Fleete var Elbeens naturlige bifloder og tilløb. Disse vandløb er imidlertid for det meste forsvundet i middelalderen og kun bevaret i stednavne. Det oprindelige Wewelsfleth lå ved et sådant vandløb.
Stednavne med slutningen -fleth er sammensat med personnavne eller andre hovedord. Ordet Wewel kan spores tilbage til det saksiske navn Wibil, således at betydningen var "Wibils strøm". Wibil er i løbet af tiden blevet til Wevel og Wewel.
Den tidligere kirke stod allerede i 1340 ved Hollerwettern på yderdiget, men måtte nedbrydes og blev genopbygget 1593 ved landsbyen Humsterdorf på grund af den konstante trussel om stormflod.
I 1472 blev Henning von Wulf, chef for Wilstermarsch i Dammducht, fordrevet af kong Christian I, hans ejendom inddraget, og efterfølgende flygtede han til Ditmarsken, hvor han blev slået af indbyggerne.
Under Torstenssonkrigen 1645 led Wewelsfleth alvorligt.
Den 25. december 1717 indtraf en oversvømmelse.
Stedet havde et fattighus fra 1723.
Igen i 1751 og 1756 led hele sognet under stormfloder.
Wewelsfleth var i midten af 1800-tallet en ladeplads og vinterhavn med normalt 7-8 fods vanddybde og plads til 16-20 fartøjer. Byen havde omkring 1100 indbyggere. Blandt indbyggerne var 13 kroholdere, 9 høkere, 5 brændevinsbrændere, 3 ølbryggere, 7 bagere, 4 slagtere, 1 læderfabrikant, 2 smede, 8 snedkere, 3 malere, 1 hjulmager.
En skole havde 116 elever.
De hjemmehørende handelsskibes antal og læstedrægtighed i Wewelsfleth fremgår af nedenstående tabel:
| År   | Antal | kmcl |
| ---- | ----- | ---- |
| 1824 | 40    | 341  |
| 1832 | 33    | 197½ |
| 1833 | 33    | 188½ |
| 1834 | 36    | 191  |
| 1835 | 35    | 179½ |
| 1836 | 38    | 220  |
| 1837 | 42    | 243  |
| 1838 | 41    | 234  |
| 1839 | 43    | 262½ |